# David Arroyo Durán
David Arroyo Durán (Talavera de la Reina, Toledo, 7 de gener de 1980) és un destacat ciclista professional espanyol.
Bon escalador, va debutar com a professional el 2001 a l'equip ONCE-Eroski després de guanyar el Campionat d'Espanya en ruta sots-23. Actualment corre a l'equip Caja Rural-Seguros RGA.
Els seus millors resultats en una gran volta els ha aconseguit al Giro d'Itàlia, on sol ser el cap de files i en què ha finalitzat desè el 2007 i onzè el 2009. El 2010 va aconseguir la maglia rossa que aguantà durant cinc dies, finalment aconseguí el segon lloc en la classificació general.
Després de 8 anys en l'equip d'Unzué el corredor va marxar al Caja Rural. L'any 2012 no va córrer cap de les tres grans voltes amb el Movistar fet que va precipitar la seua maxa.

## Palmarès
- 2000
  -  Campió d'Espanya sub-23 en ruta
- 2004
  - Vencedor de 2 etapes a la Volta a Portugal
- 2008
  - 1r a la Pujada a Urkiola
  - Vencedor d'una etapa a la Volta a Espanya
- 2009
  - Vencedor d'una etapa al Tour del Llemosí i 2n en la classificació general
- 2010
  - 2n Classificat al Giro d'Itàlia
- 2011
  - Vencedor d'una etapa a la Volta a Burgos

### Resultats al Tour de França
- 2005. 53è de la classificació general
- 2006. 21è de la classificació general
- 2007. 13è de la classificació general
- 2008. 30è de la classificació general
- 2009. 69è de la classificació general
- 2011. 35è de la classificació general

### Resultats a la Volta a Espanya
- 2006. 19è de la classificació general
- 2008. 17è de la classificació general. Vencedor d'una etapa
- 2010. 25è de la classificació general
- 2013. 13è de la classificació general
- 2014. 20è de la classificació general
- 2015. 12è de la classificació general
- 2016. 122è de la classificació general
- 2017. 89è de la classificació general

### Resultats al Giro d'Itàlia
- 2007. 10è de la classificació general
- 2009. 10è de la classificació general
- 2010. 2n de la classificació general. Porta el mallot rosa durant 5 etapes
- 2011. 13è de la classificació general